# Just My Luck
Just My Luck – album nagrany przez brytyjską grupę pop-rockową McFly. Płyta ujrzała światło dzienne 12 maja 2006. Została nagrana specjalnie na potrzeby filmu "Całe szczęście". Składa się ona głównie z piosenek, które zostały zamieszczone przez zespół na ich dwóch poprzednich albumach. Były to Room on the 3rd Floor oraz Wonderland.

## Lista utworów
1. I Wanna Hold You (wersja amerykańska)
2. I've Got You
3. Obviously
4. Ultraviolet
5. Five Colours In Her Hair (wersja amerykańska)
6. Too Close for Comfort
7. All About You
8. That Girl
9. Unsaid Things
10. I'll Be OK
11. Just My Luck
12. Memory Lane